# Morten Jensen
Morten Jensen (* 2. prosince 1982 Lynge) je dánský atlet. Jeho hlavní disciplínou je skok daleký, okrajově se též věnuje sprinterským tratím.
V roce 2008 reprezentoval na letních olympijských hrách v Pekingu, kde skončil v kvalifikaci. Sítem kvalifikace neprošel také na halovém ME 2009 v Turíně a na MS v atletice 2009 v Berlíně. Největší úspěch své kariéry zaznamenal v roce 2011 na halovém ME v Paříži, kde vybojoval výkonem 800 cm bronzovou medaili.